# Cratere Greenaway
Greenaway  è un cratere sulla superficie di Venere. Deve il suo nome a Kate Greenaway, illustratrice e scrittrice britannica del XIX secolo.